# Astragalus raddei
Astragalus raddei är en ärtväxtart som beskrevs av Nina Alexandrovna Basilevskaja. Astragalus raddei ingår i släktet vedlar, och familjen ärtväxter. Inga underarter finns listade i Catalogue of Life.